# Boshoverheide
De Boshoverheide is een natuurgebied in de gemeente Weert tussen Weert en Budel. De heide is ruim 200 ha groot en sluit aan bij de Loozerheide en de Weerter- en Budelerbergen. Tussen dit gebied en de Weerterbergen loopt het tracé van de IJzeren Rijn. Op de heide ligt een uitgebreid, redelijk bewaard gebleven urnenveld uit de late bronstijd, dat te bezichtigen is voor wandelaars.
Waarschijnlijk was het een kleine groep mensen die het urnenveld enkele eeuwen (1100 - 700 v.Chr.) lang gebruikt hebben. Zij pleegden waarschijnlijk op ladang-achtige wijze landbouw. Op het eind van de negentiende eeuw waren er wellicht nog tweehonderd heuveltjes aanwezig, maar urnenprikkers hebben veel urnen geroofd. Na 2000 is een groot deel van het urnenveld archeologisch onderzocht. De grafheuveltjes zijn daarna weer gerestaureerd. Een deel van de vondsten is te zien in Museum De Tiendschuur in Weert.
De Boshoverheide maakt deel uit van het Natura 2000-gebied Weerter- en Budelerbergen & Ringselven.